# Estaminodi

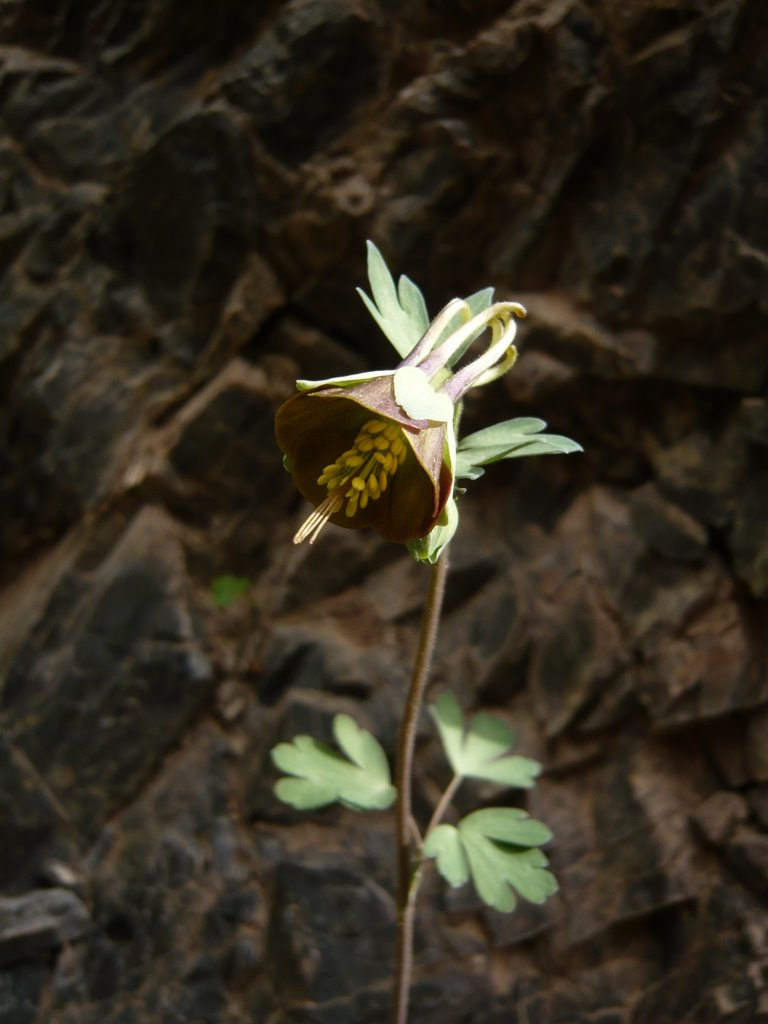
Estaminoides exserts, ocupant el centre i envoltats pels estams d'una flor dAquilegia viridiflora

En botànica, un estaminodi és un estam estèril, rudimentari o abortiu, que no produeix grans de pol·len. Els estaminodis són habitualment poc visibles i semblants als estams, i se solen situar a la part interna de la flor. De vegades són prou llargs com per sobresortir de la corol·la i fer-se conspicus. En alguns casos s'han transformat en nectaris, com en el cas de l'Hamamelis, o en peces petaloides, com a les plantes del gènere Canna.
Els estaminodis poden ser característiques diferencials entre espècies, com succeeix en les orquídies del gènere Paphiopedilum i entre les plantes del gènere Penstemon.